# Liste der Monuments historiques in Mary-sur-Marne
Die Liste der Monuments historiques in Mary-sur-Marne führt die Monuments historiques in der französischen Gemeinde Mary-sur-Marne auf.

## Liste der Objekte
| Bezeichnung                                    | Beschreibung | Standort                                       | Kennzeichnung | Schutzstatus | Datum | Bild |
| ---------------------------------------------- | --- | ---------------------------------------------- | ------------- | ------------ | ----- | ---- |
| Prozessionsstab mit Statuette Madonna mit Kind | Aus Holz mit Vergoldung. Die Madonna steht unter vier Säulen die einen Baldachin aus Voluten tragen der von einem kleinen Balusterzaun zu Dreivierteln umschlossen wird. Hergestellt im 19. Jahrhundert. | In der Kirche St-Germain (Lage)                | PM77002709    | Inscrit      | 1977  |      |
| Marien-Glocke                                  | Bronze, 1743 gegossen | In der Kirche St-Germain (Lage)                | PM77000770    | Classé       | 1942  |      |
| Gemälde Klagelied                              | Ölgemälde von Taddeo Zuccaro aus dem 16. Jahrhundert, nach einem Kupferstich von Cornelis Cort. | An der Südwand in der Kirche St-Germain (Lage) | PM77001045    | Classé       | 1967  |      |